# 남이섬 노래박물관
남이섬 노래 박물관은 강원특별자치도 춘천시 남산면 방하리인 남이섬에 위치한 박물관이다.

## 개요
2001년부터 추진한 뮤직테마파크 조성사업의 성과로 2004년 말에 정식으로 남이섬 노래박물관을 개관하였다. 남이섬 노래박물관은 국내 최초의 대중가요 전용시설이며 남이섬 관광객들에게 휴식공간과 문화체험공간으로 활용되고 있다.

## 시설
가요전시관, 악기체험실, 녹음실, 다목적홀, 야외무대, 휴게실, 캐릭터숍, 까페와 같은 편의시설이 마련되어 있다.

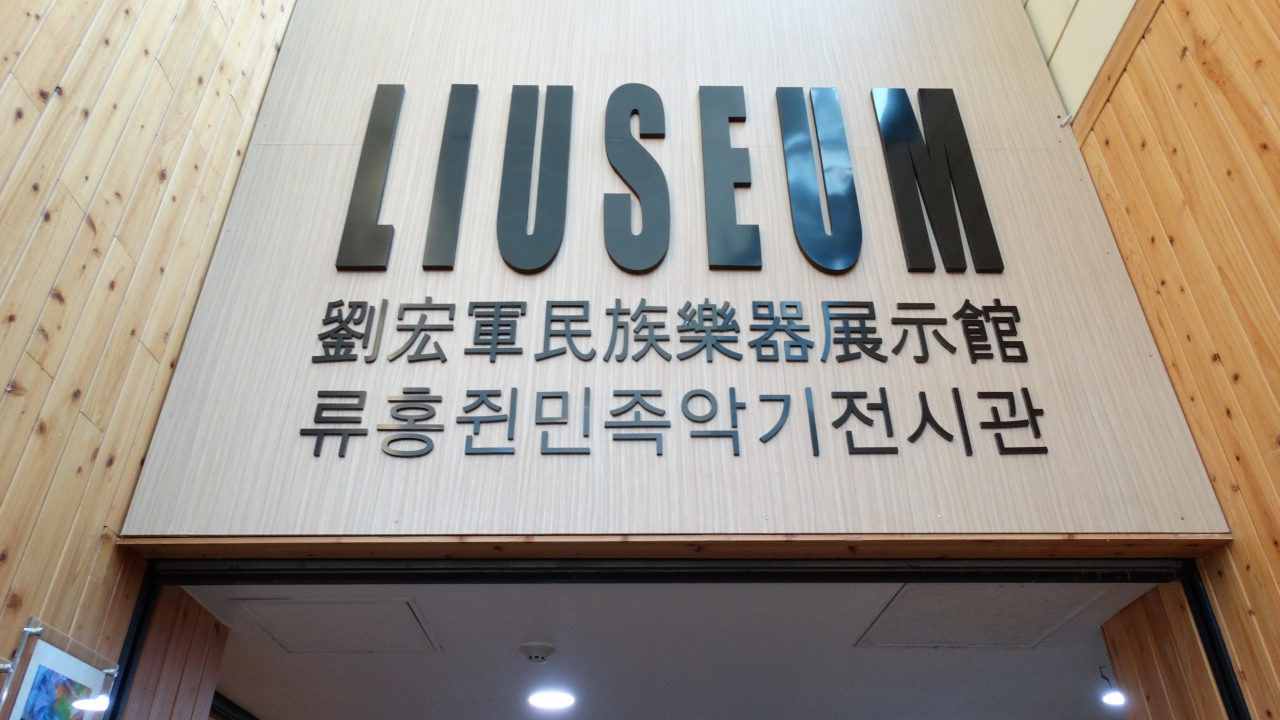
류홍쥔 세계민족악기전시관

## 가요 전시관
길옥윤, 김정구, 남인수, 박시춘, 반야월, 신중현, 이난영, 이철, 전수린, 현인 등 명예의 전당 10인의 프로필이 전시 되어 있다.

## 같이 보기
- 남이섬